# فيليكا ميخايليفكا
فيليكا ميخايليفكا (Велика Михайлівка) هي مدينة في مقاطعة أوديسكا في أوكرانيا.
يبلغ عدد سكانها حوالي 5,810 نسمة.